# Хаджиево
Хаджиево (болг. Хаджиево) — село в Болгарии. Находится в Пазарджикской области, входит в общину Пазарджик. Население составляет 1152 человека (на 15 декабря 2010 года).
Село находится на берегу реки Марица, на противоположном берегу реки расположено село Триводици в Пловдивской области.

## Политическая ситуация
В местном кметстве Хаджиево, в состав которого входит Хаджиево, должность кмета (старосты) исполняет Андон Запринов Андонов (Болгарская социалистическая партия (БСП)) по результатам выборов правления кметства 2007 года.
Кмет (мэр) общины Пазарджик — Тодор Димитров Попов (независимый) по результатам выборов 2007 года в правление общины.